# Gran Premio motociclistico del Venezuela
Il Gran Premio motociclistico del Venezuela è stato una delle prove del motomondiale.

## Storia
La gara sudamericana segnò il ritorno del motomondiale alle trasferte extra-europee, abbandonate da un decennio (l'ultimo GP al di fuori del Vecchio Continente era stato il GP del Giappone 1967).
Il Gran Premio si disputò per tre edizioni, sempre come gara d'apertura del mondiale: una quarta, quella del 1980, verrà annullata per motivi finanziari, e da allora il motomondiale non tornò più in Venezuela.
La prova è sempre stata disputata su un circuito di 4,168 km nella vicinanze della città di San Carlos, situata a sud-ovest della capitale Caracas.
Nella prima edizione della corsa, in classe 125, il pilota di nascita italiana e di passaporto venezuelano Ivan Palazzese stabilisce quello che allora era il record di più giovane pilota salito sul podio di una gara iridata. La seconda edizione viene invece ricordata anche per la prima vittoria nel mondiale per lo statunitense Kenny Roberts, poi destinato a diventare più volte campione del mondo. Nell'ultima edizione del Gran Premio vi è invece la prima vittoria in un GP del pilota di casa Carlos Lavado.

## Albo d'oro
| Anno | Circuito   | classe 125                     | classe 250                     | classe 350                 | classe 500            | Resoconto |
| ---- | ---------- | ------------------------------ | ------------------------------ | -------------------------- | --------------------- | --------- |
| 1977 | San Carlos | Ángel Nieto (Bultaco)          | Walter Villa (Harley-Davidson) | Johnny Cecotto (Yamaha)    | Barry Sheene (Suzuki) | Resoconto |
| 1978 | San Carlos | Pier Paolo Bianchi (Minarelli) | Kenny Roberts (Yamaha)         | Takazumi Katayama (Yamaha) | Barry Sheene (Suzuki) | Resoconto |
| 1979 | San Carlos | Ángel Nieto (Minarelli)        | Walter Villa (Yamaha)          | Carlos Lavado (Yamaha)     | Barry Sheene (Suzuki) | Resoconto |